# Danh sách kênh của nghệ sĩ được đăng ký nhiều nhất Youtube âm nhạc

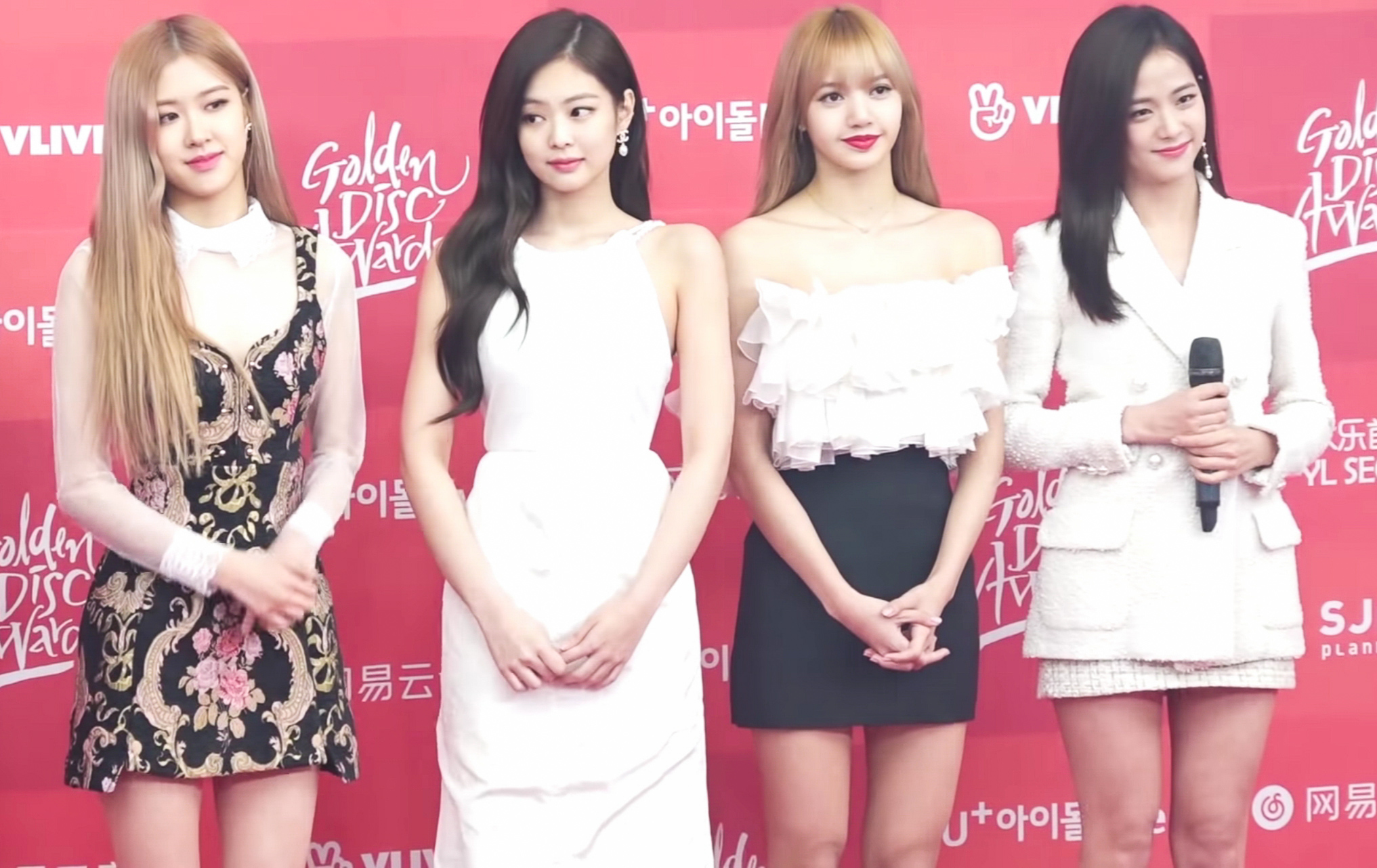
Blackpink là nghệ sĩ được đăng ký nhiều nhất trên nền tảng âm nhạc YouTube Music

Bài viết này liệt kê ba mươi nghệ sĩ được đăng ký nhiều nhất trên nền tảng âm nhạc YouTube Music. Người đăng ký của nghệ sĩ được tổng hợp từ các kênh YouTube khác nhau mà họ có thể có, bao gồm cả kênh Vevo và kênh nghệ sĩ chính thức.

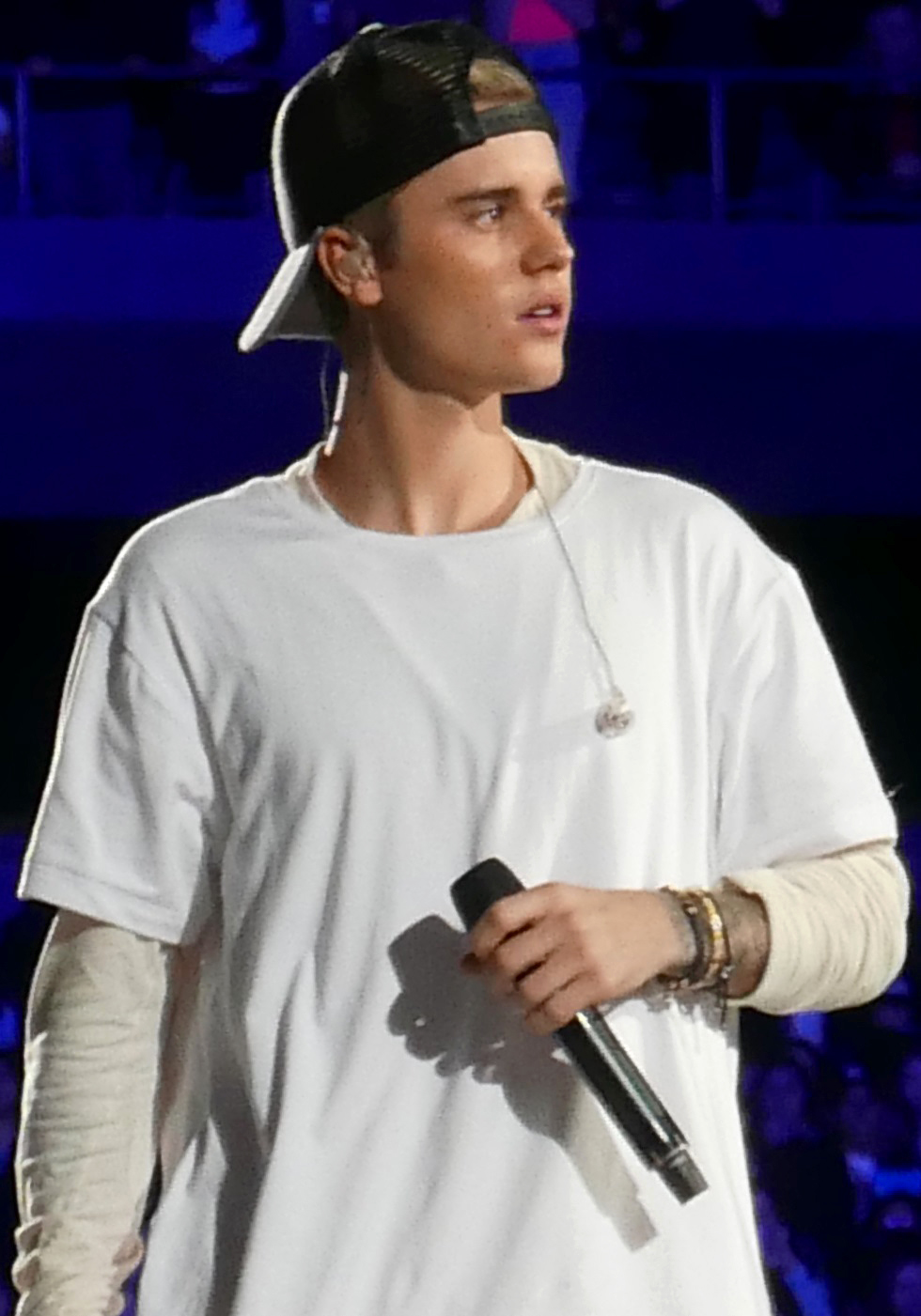
Justin Bieber là nghệ sĩ solo được đăng ký nhiều nhất trên nền tảng âm nhạc YouTube Music

## Nghệ sĩ hàng đầu
Bảng sau liệt kê ba mươi kênh được đăng ký nhiều nhất trên YouTube Music, cũng như ngôn ngữ chính của chúng. Các kênh được sắp xếp theo số lượng người đăng ký; những người có số lượng người đăng ký hiển thị giống hệt nhau được liệt kê theo thứ tự bảng chữ cái.
| Xếp hạng                            | Kênh            | Lượt đăng ký (triệu) | Ngôn ngữ chính    |
| ----------------------------------- | --------------- | -------------------- | ----------------- |
| 1                                   | Blackpink       | 91.3                 | Tiếng Hàn         |
| 2                                   | BTS             | 73.6                 | Tiếng Hàn         |
| 3                                   | Justin Bieber   | 71                   | Tiếng Anh         |
| 4                                   | Marshmello      | 54.3                 | Tiếng Anh         |
| 5                                   | Ed Sheeran      | 50.4                 | Tiếng Anh         |
| 6                                   | Ariana Grande   | 50.2                 | Tiếng Anh         |
| 7                                   | Eminem          | 49.9                 | Tiếng Anh         |
| 8                                   | Taylor Swift    | 45.0                 | Tiếng Anh         |
| 9                                   | Billie Eilish   | 43.9                 | Tiếng Anh         |
| 10                                  | Katy Perry      | 41.9                 | Tiếng Anh         |
| 11                                  | Alan Walker     | 40.9                 | Tiếng Anh         |
| 12                                  | Rihanna         | 38.3                 | Tiếng Anh         |
| 13                                  | One Direction   | 36.5                 | Tiếng Anh         |
| 14                                  | Bad Bunny       | 36.5                 | Tiếng Tây Ban Nha |
| 15                                  | XXXTentacion    | 35.2                 | Tiếng Anh         |
| 16                                  | Maroon 5        | 35.1                 | Tiếng Anh         |
| 17                                  | Daddy Yankee    | 34.9                 | Tiếng Tây Ban Nha |
| 18                                  | Shakira         | 34.4                 | Tiếng Tây Ban Nha |
| 19                                  | Ozuna           | 34.2                 | Tiếng Tây Ban Nha |
| 20                                  | Bruno Mars      | 33.6                 | Tiếng Anh         |
| 21                                  | J Balvin        | 32.6                 | Tiếng Tây Ban Nha |
| 22                                  | Luis Fonsi      | 30.2                 | Tiếng Tây Ban Nha |
| 23                                  | Selena Gomez    | 30.1                 | Tiếng Anh         |
| 24                                  | Shawn Mendes    | 28.6                 | Tiếng Anh         |
| 25                                  | Maluma          | 27.9                 | Tiếng Tây Ban Nha |
| 26                                  | Imagine Dragons | 26.4                 | Tiếng Anh         |
| 27                                  | The Weeknd      | 26.4                 | Tiếng Anh         |
| 28                                  | Drake           | 25.7                 | Tiếng Anh         |
| 29                                  | Wiz Khalifa     | 25                   | Tiếng Anh         |
| 30                                  | Karol G         | 24.8                 | Tiếng Tây Ban Nha |
| Kể từ ngày ngày 10 tháng 9 năm 2021 |                 |                      |                   |